# Ralph Müller
Ralph Müller (* 15. Februar 1963 in Nürnberg) ist ein deutscher Politiker (parteilos, bis 2020 AfD). Er war von 2018 bis 2023 Mitglied des Bayerischen Landtags.

## Leben und Beruf
Müller studierte nach eigenen Angaben Rechtswissenschaften an der Universität Bayreuth sowie Human- und Zahnmedizin mit wissenschaftlicher Tätigkeit in der Schmerzforschung/Pharmakologie an der Universität Erlangen. Dort erfolgte auch seine Promotion. Er war als Zahnarzt in Bayern tätig. Von 1992 bis 2007 war er Inhaber zweier großer Zahnarztpraxen in Nürnberg-Innenstadt.
Müller wohnt mit seiner Familie in Altdorf bei Nürnberg.

## Politik
Bei der bayerischen Landtagswahl 2018 kandidierte Ralph Müller im Stimmkreis Nürnberger Land und auf Listenplatz 2 der AfD in Mittelfranken. Er zog als Abgeordneter in den Bayerischen Landtag ein und trat der AfD-Fraktion bei, die ihn in den Ausschusses für Wohnen, Bau und Verkehr entsandte. Von Januar bis April 2019 gehörte Müller dem Kuratorium der Universität Regensburg an.
Ende Dezember 2020 trat Ralph Müller aus der AfD aus, um einem Parteiausschluss zuvorzukommen. Auch aus der AfD-Fraktion trat er aus. Im Januar 2021 endete seine Ausschussmitgliedschaft. Bis zum Ende der Wahlperiode im September 2023 trat er nicht mehr als Redner im Plenum auf. Über zwei Jahre lang wurde er überhaupt nicht im Landtagsgebäude gesehen, vereinzelt reichte er jedoch schriftliche Anfragen an die Landesregierung ein.
Nach der Landtagswahl 2023 schied er aus dem Landtag aus.

## Kontroversen
Im Februar 2019 äußerte Müller bei einer Landtagsrede zum Thema „Winterfütterungen von Wildtieren“: „Diese Waffen- und Tresorkontrollen sind Elemente eines totalitären Staates. Und die passen gut zu Ihrer Stasi- und Schnüffelkanzlerin“. Landtagspräsidentin Ilse Aigner wertete die Aussagen als „wahrheitswidrig, ehrverletzend und beleidigend und dem Ansehen unseres Hohen Hauses nicht zuträglich“ und rügte Müller. Es war die erste Rüge im Bayerischen Landtag seit 25 Jahren.
Am 26. Juni 2019 erregte Ralph Müller während der Trauerminute im Bayerischen Landtag für den durch einen Rechtsextremen getöteten CDU-Politiker Walter Lübcke mediale Aufmerksamkeit, als er als einziges Mitglied des Landtages sitzen blieb. Müller erhob sich erst, als in der rund zweieinhalbminütigen Rede von Landtagspräsidentin Ilse Aigner (CSU) an einen verstorbenen früheren Abgeordneten erinnert wurde. Müller selbst konnte „in dem Verhalten“ keine Schuld sehen, denn dass er „ein paar Sekunden“ sitzengeblieben sei, habe daran gelegen, dass er gerade eine geplante Rede überarbeitet habe. Erst nach vielfacher Kritik aller im Landtag vertretenen Parteien – auch der AfD-Abgeordnete Franz Bergmüller hatte ihm vorgeworfen, der Fraktion „schwer geschadet“ zu haben – entschuldigte sich Müller „ausdrücklich“ für sein Verhalten.